# Civry
Civry – miejscowość i dawna gmina we Francji, w Regionie Centralnym, w departamencie Eure-et-Loir. W 2013 roku populacja gminy wynosiła 362 mieszkańców. 
W dniu 1 stycznia 2017 roku z połączenia czterech ówczesnych gmin – Civry, Lutz-en-Dunois, Ozoir-le-Breuil oraz Saint-Cloud-en-Dunois – utworzono nową gminę Villemaury. Siedzibą gminy została miejscowość Saint-Cloud-en-Dunois. 